# Jan Carlos Hurtado
Jan Carlos Hurtado Anchico (* 5. März 2000 in El Cantón) ist ein venezolanischer Fußballspieler, der aktuell als Leihspieler von Boca Juniors bei Red Bull Bragantino unter Vertrag steht. 

## Karriere

### Verein
Hurtado begann seine Karriere bei Deportivo Táchira FC. Sein Debüt im Profifußball gab er am 31. Juli 2016 bei einer 0:4-Auswärtsniederlage gegen Monagas SC. Seine ersten beiden Tore erzielte er am darauffolgenden Spieltag gegen Deportivo Petare. 2018 wechselte er zu Gimnasia y Esgrima La Plata nach Argentinien. Bei seinem Debüt am 28. September erzielte er den entscheidenden Treffer bei einem 1:0-Auswärtssieg gegen Boca Juniors in der Copa Argentina. In der folgenden Saison 2018/19 erzielte er 2 Tore in 17 Ligaspielen für den Verein.
2019 wechselte Hurtado zu Boca Junior, wo er einen Vertrag bis 2023 unterschrieb. Er gab sein Debüt in der Primera División am 29. Juli gegen Club Atlético Huracán. 2020 wurde er an Red Bull Bragantino verliehen.

### Nationalmannschaft
Hurtado wurde für die FIFA U-20-Weltmeisterschaft 2017 zur venezolanischen U-20-Auswahl berufen. Er erzielte bei dem Turnier das sechste Tor beim 7:0-Sieg seiner Mannschaft über Vanuatu und erreichte mit seinem Land das Finale. Am 22. März 2019 gab er sein Debüt in der venezolanischen Nationalmannschaft gegen Argentinien, als er in der 89. Minute eingewechselt wurde.

## Erfolge
LDU Quito
- Copa Sudamericana: 2023